# TreeHugger
TreeHugger es un sitio web prominente sobre sostenibilidad. Fue catalogado como blog de sostenibilidad destacado de 2007 por Nielsen Netratings,  y fue incluido en el índice blog de Time Magazine de 2009 como uno de los veinticinco blogs de cabeza.
TreeHugger fue adquirido por Discovery Communications el 1 de agosto de 2007 por $10 000 000.
The Best of Green Awards es el programa anual de premios de TreeHugger para las mejores iniciativas verdes en varios sectores y categorías.